# Shigella
Shigella је род бактерија који је Грам-негативна, факултативно анаеробна, не формира споре, непомична, у облику штапа и генетски је блиско повезана са Escherichia. Род је добио име по Kiyoshi Shiga, који га је открио 1897. године.
Шигела изазива болест код примата, али не и код других сисара; то је узрочник људске шигелозе. Природно се налази само код људи и горила. Током инфекције, обично изазива дизентерију.
Шигела је водећи узрок бактеријске дијареје широм света, са 80-165 милиона годишњих случајева (процјена) и 74.000 до 600.000 смртних случајева. То је један од четири највећа патогена који изазивају умерену до тешку дијареју код афричке и јужноазијске деце.

## Класификација
Врсте шигела су класификоване у три серогрупе и један серотип:
- Серогрупа А: Shigella dysenteriae (15 серотипова)[9]
- Серогрупа Б: Shigella flexneri (9 серотипова)[10]
- Серогрупа Ц: Shigella boydii (19 серотипова)[11]
- Серогрупа Д: Shigella sonnei (један серотип)

Групе A–C су физиолошки сличне; Shigella sonnei (група D) се може разликовати на основу биохемијских тестова метаболизма. Три групе шигела су главне врсте које изазивају болести: Shigella flexneri је најчешће изолована врста широм свијета и чини 60% случајева у свијету у развоју; Shigella sonnei изазива 77% случајева у развијеном свијету, у поређењу са само 15% случајева у свету у развоју; а S. dysenteriae је обично узрок епидемија дизентерије, посебно у ограниченим популацијама као што су избјеглички кампови.
Сваки од генома Shigella укључује плазмид вируленције који кодира очуване примарне детерминанте вируленције. Шигела хромозоми дијеле већину својих гена са генима E. coli K12 strain MG1655.

## Патогенеза
Инфекција шигелом се обично јавља гутањем. У зависности од здравља домаћина, мање од 100 бактеријских ћелија може изазвати инфекцију. Врсте шигела генерално нападају епителну облогу дебелог црева, изазивајући озбиљну упалу и смрт ћелија које облажу дебело цријево. Ова упала производи карактеристичну дијареју — чак и дизентерију — инфекције Shigella. Токсини које производе неки сојеви доприносе настанку болести током инфекције. Сојеви Shigella flexneri производе ShET1 и ShET2, што може допринети дијареји. Сојеви С. дисентериае производе хемолитички Shiga toxin, сличан verotoxin који производи ентерохеморагична enterohemorrhagic E. coli. И Shiga toxin и verotoxin су повезани са изазивањем потенцијално фаталног хемолитичко-уремичког синдрома.
Пошто не ступају у интеракцију са апикалном површином епителних ћелија — преферирајући базолатералну страну — врсте Shigella инвазију на домаћина кроз М-ћелије које су умешане у епител танког цријева. Shigella користи type-III secretion system који делује као биолошки шприц за транслоцирање токсичних ефекторских протеина у циљну људску ћелију. Ефекторски протеини могу променити метаболизам циљне ћелије - што доводи, на примјер, до лизе вакуолних мембрана или реорганизације полимеризације актина да би се олакшала интрацелуларна покретљивост Shigella бактерија унутар ћелије домаћина. На пример, ИцсА ефекторски протеин (аутотранспортер, а не type-III secretion-ефектор система) покреће реорганизацију актина путем N-WASP регрутовања Arp2/3 complex, промовишући ширење од ћелије до ћелије.
Након инфекције, ћелије шигеле се умножавају интрацелуларно и шире на сусједне епителне ћелије, што резултира деструкцијом ткива и карактеристичном патологијом шигелозе. Најчешћи симптоми су дијареја, грозница, мучнина, повраћање, грчеви у стомаку и надимање. Такође је познато да инфекција изазива велике и болне покрете цријева. Столица може садржати крв, слуз или гној. Дакле, ћелије Shigella могу изазвати дизентерију. У ријетким случајевима, мала деца могу имати нападе. Симптоми могу потрајати и до недељу дана да се појаве, али најчешће почињу два до четири дана након ингестије. Симптоми обично трају неколико дана, али могу трајати недјељама. Шигела се сматра једним од патогених узрока реактивног артритиса широм свијета.

## Отркиће
Род шигела је добио име по јапанском лекару Кијошију Шиги, који је истраживао узрок дизентерије. Шига је 1892. године уписао Медицински факултет Империјалног универзитета у Токију, током којег је присуствовао предавању Китасато Шибасабура. Шига је био импресиониран Китасатовим интелектом и самопоуздањем, па је након дипломирања отишао код њега да ради као асистент на Институту за инфективне болести. Године 1897, Шига је усредсредио своје напоре на оно што су Јапанци назвали као епидемија секири (дизентерије). Такве епидемије су биле штетне за јапански народ и често су се јављале крајем 19. вијека. Епидемија секирија из 1897. године погодила је >91.000, са стопом смртности од >20%.